# Kaotan
Kaotan is een bestuurslaag in het regentschap Banyuwangi van de provincie Oost-Java, Indonesië. Kaotan telt 2445 inwoners (volkstelling 2010).